# Melvin Taylor
Melvin Taylor (Jackson, 1959. március 13. –) amerikai dzsesszgitásos.

## Pályafutása
Taylor a Mississippi állambeli Jacksonban született. 1962-ben szüleivel Chicagóba költözött. A népszerű népszerű Transistors együttesben kezdett bluest játszani, amely aztán az 1980-as évek elején a feloszlott. Chicago West Side-i klubjaiban talált munkát. Többnyire a Rosa's Lounge-ban játszott.
Az 1980-as években Pinetop Perkins mellé szegődött és a The Legendary Blues Band tagjaként egyéves európai turnén vett részt. Többször játszott Európában saját zenekarával is, amely B. B. King, Buddy Guy és Carlos Santana társaságában lépett fel.
Taylor felvételei között volt az Isabel Records, egy francia lemezkiadó két albuma: a „Blues on the Run” (1982) és a „Plays the Blues for You” (1984). Az Amerikai Egyesült Államokban készült felvételei között van a „Melvin Taylor és a Slack Band” című lemeze, valamint a „Dirty Pool” (1997). A „Taylor's Beyond the Burning Guitar” című dalát a Misty Creek Studiosban vették fel, Fairfaxban, Virginia államban.

## Albumok
- Blues on the Run (1982)
- Plays the Blues for You (1984)
- Melvin Taylor and the Slack Band (1995)
- Dirty Pool (1997)
- Bang That Bell (2000)
- Rendezvous with the Blues (2002)
- Beyond the Burning Guitar (2010)
- Sweet Taste of Guitar (2012)
- Taylor Made (2013)
- Plays the Blues for You (2014)

## Fordítás
Ez a szócikk részben vagy egészben  a   Melvin Taylor című angol Wikipédia-szócikk ezen változatának fordításán alapul.  Az eredeti cikk szerkesztőit annak laptörténete sorolja fel. Ez a jelzés csupán a megfogalmazás eredetét és a szerzői jogokat jelzi, nem szolgál a cikkben szereplő információk forrásmegjelöléseként.